# Gary et Linda
 (décembre 2023).
Pour plus de détails, voir Fiche technique et Distribution.
Gary et Linda (Just the Ticket) est un film américain réalisé par Richard Wenk, sorti en 1999.

## Synopsis
Un spéculateur profite d'une occasion inespérée pour faire beaucoup d'argent et reconquérir celle qu'il aime.

## Fiche technique
- Titre original : Just the Ticket
- Titre français : Gary et Linda
- Réalisation et scénario : Richard Wenk
- Photographie : Ellen Kuras
- Montage : Christopher Cibelli
- Musique : Rick Marotta
- Production : Andy García et Gary Lucchesi (en)
- Pays d'origine : États-Unis
- Format : Couleurs - 1,85:1 - Mono
- Genre : Comédie romantique
- Durée : 115 minutes
- Date de sortie : 1999

## Distribution
- Andy Garcia : Gary Starke
- Andie MacDowell : Linda Palinski
- Richard Bradford : Benny Moran
- Alice Drummond : la dame avec de l'argent
- Fred Asparagus : Zeus
- Louis Mustillo : Harry le chef
- Anita Elliott : la dame de remboursement au Met
- Patrick Breen : San Diego Vinnie
- Laura Harris : Alice / 'Cyclope'
- Don Novello : Tony
- Ron Leibman : Barry le livre
- Michael Willis : le client de la télévision
- Jack Cafferty : le présentateur de la télévision
- Molly Wenk : Fanny, une écolière catholique
- Daniella Garcia-Lorido : Lucy, une écolière catholique
- Abe Vigoda : Arty
- Andre B. Blake : Casino
- Michael P. Moran : Fat Max
- Ronald Guttman : Culinary Director
- Helen Carey : Mme Bennett, critique gastronomique du New York Times
- Bobo Lewis : Mme Dolmatch
- Paunita Nichols : Rhonda
- Irene Worth : Mme Haywood
- Lenny Venito : Stanley
- Richard Wenk : Good Call Johnny D.J.
- George Palermo : le flic infiltré
- Anthony DeSando : Kenny Paliski
- Elizabeth Ashley : Mme Paliski
- Sully Boyar : l'oncle Tony
- Joe Frazier : lui-même
- Alfredo Álvarez Calderón : Yankee Stadium Security Chief
- Gene Greytak : Le Pape
- Bill Irwin : Ray Charles